# Nature Valley International 2021 - Qualificazioni singolare femminile
Le qualificazioni del singolare del Nature Valley International 2021 sono state un torneo di tennis preliminare per accedere alla fase finale della manifestazione. Le vincitrici dell'ultimo turno sono entrate di diritto nel tabellone principale. In caso di ritiro di una o più giocatrici aventi diritto, a queste sono subentrate le Lucky loser, ossia le giocatrici che hanno perso nell'ultimo turno ma che avevano una classifica più alta rispetto alle altre partecipanti che avevano comunque perso nel turno finale.

## Teste di serie
1. Zheng Saisai (ultimo turno)
2. Julija Putinceva (primo turno)
3. Magda Linette (primo turno)
4. Shelby Rogers (ultimo turno)
5. Fiona Ferro (primo turno)
6. Anastasija Sevastova (ultimo turno)

1. Kristina Mladenovic (ultimo turno)
2. Hsieh Su-wei (ritirata)
3. Marta Kostjuk (qualificata)
4. Bernarda Pera (qualificata)
5. Viktorija Golubic (qualificata)
6. Ajla Tomljanović (ultimo turno)

### Qualificate
1. Marta Kostjuk
2. Viktorija Golubic
3. Camila Giorgi

1. Bernarda Pera
2. Vera Zvonarëva
3. Christina McHale

## Tabellone

### Legenda
| - Q = Qualificato - WC = Wild card - LL = Lucky loser | - ALT = Alternate - SE = Special Exempt - PR = Protected Ranking | - w/o = Walkover - r = Ritirato - d = Squalificato |

### Sezione 1
|  | Primo turno | Primo turno     | Primo turno     | Primo turno | Primo turno |  |  | Ultimo turno | Ultimo turno  | Ultimo turno | Ultimo turno | Ultimo turno |  |
|  |             |                 |                 |             |             |  |  |              |               |              |              |              |  |
|  | 1           | Zheng Saisai    | Zheng Saisai    | 6           | 6           |  |  |              |               |              |              |              |  |
|  |             | Polona Hercog   | Polona Hercog   | 1           | 3           |  |  | 1            | Zheng Saisai  | 6            | 4            | 0            |  |
|  | WC          | Samantha Murray | Samantha Murray | 5           | 3           |  |  | 9            | Marta Kostjuk | 4            | 6            | 6            |  |
|  | 9           | Marta Kostjuk   | Marta Kostjuk   | 7           | 6           |  |  |              |               |              |              |              |  |

### Sezione 2
|  | Primo turno | Primo turno       | Primo turno       | Primo turno | Primo turno |  |  | Ultimo turno | Ultimo turno      | Ultimo turno | Ultimo turno | Ultimo turno |  |
|  |             |                   |                   |             |             |  |  |              |                   |              |              |              |  |
|  | 2           | Julija Putinceva  | Julija Putinceva  | 5           | 5           |  |  |              |                   |              |              |              |  |
|  |             | Madison Brengle   | Madison Brengle   | 7           | 7           |  |  |              | Madison Brengle   | 6            | 3            | 0            |  |
|  | WC          | Sarah Beth Grey   | Sarah Beth Grey   | 3           | 0           |  |  | 11           | Viktorija Golubic | 4            | 6            | 6            |  |
|  | 11          | Viktorija Golubic | Viktorija Golubic | 6           | 6           |  |  |              |                   |              |              |              |  |

### Sezione 3
|  | Primo turno | Primo turno      | Primo turno      | Primo turno | Primo turno |  |  | Ultimo turno | Ultimo turno     | Ultimo turno     | Ultimo turno | Ultimo turno |  |
|  |             |                  |                  |             |             |  |  |              |                  |                  |              |              |  |
|  | 3           | Magda Linette    | 7                | 4           | 4           |  |  |              |                  |                  |              |              |  |
|  |             | Camila Giorgi    | 63               | 6           | 6           |  |  |              | Camila Giorgi    | Camila Giorgi    | 7            | 6            |  |
|  |             | Lauren Davis     | Lauren Davis     | 1           | 67          |  |  | 12           | Ajla Tomljanović | Ajla Tomljanović | 5            | 3            |  |
|  | 12          | Ajla Tomljanović | Ajla Tomljanović | 6           | 7           |  |  |              |                  |                  |              |              |  |

### Sezione 4
|  | Primo turno | Primo turno     | Primo turno     | Primo turno | Primo turno |  |  | Ultimo turno | Ultimo turno  | Ultimo turno | Ultimo turno | Ultimo turno |  |
|  |             |                 |                 |             |             |  |  |              |               |              |              |              |  |
|  | 4           | Shelby Rogers   | Shelby Rogers   | 7           | 6           |  |  |              |               |              |              |              |  |
|  |             | Caroline Garcia | Caroline Garcia | 5           | 4           |  |  | 4            | Shelby Rogers | 5            | 6            | 0            |  |
|  | WC          | Francesca Jones | Francesca Jones | 3           | 67          |  |  | 10           | Bernarda Pera | 7            | 0            | 6            |  |
|  | 10          | Bernarda Pera   | Bernarda Pera   | 6           | 7           |  |  |              |               |              |              |              |  |

### Sezione 5
|  | Primo turno | Primo turno         | Primo turno    | Primo turno | Primo turno |  |  | Ultimo turno | Ultimo turno        | Ultimo turno        | Ultimo turno | Ultimo turno |  |
|  |             |                     |                |             |             |  |  |              |                     |                     |              |              |  |
|  | 5           | Fiona Ferro         | Fiona Ferro    | 2           | 4           |  |  |              |                     |                     |              |              |  |
|  | PR          | Vera Zvonarëva      | Vera Zvonarëva | 6           | 6           |  |  | PR           | Vera Zvonarëva      | Vera Zvonarëva      | 6            | 7            |  |
|  | WC          | Jodie Burrage       | 6              | 4           | 3           |  |  | 7            | Kristina Mladenovic | Kristina Mladenovic | 3            | 5            |  |
|  | 7           | Kristina Mladenovic | 1              | 6           | 6           |  |  |              |                     |                     |              |              |  |

### Sezione 6
|  | Primo turno | Primo turno          | Primo turno          | Primo turno | Primo turno |  |  | Ultimo turno | Ultimo turno         | Ultimo turno | Ultimo turno | Ultimo turno |  |
|  |             |                      |                      |             |             |  |  |              |                      |              |              |              |  |
|  | 6           | Anastasija Sevastova | Anastasija Sevastova | 6           | 7           |  |  |              |                      |              |              |              |  |
|  |             | Nao Hibino           | Nao Hibino           | 0           | 63          |  |  | 6            | Anastasija Sevastova | 6            | 3            | 5            |  |
|  |             | Christina McHale     | Christina McHale     | 6           | 6           |  |  |              | Christina McHale     | 3            | 6            | 7            |  |
|  | Alt         | Zhu Lin              | Zhu Lin              | 1           | 1           |  |  |              |                      |              |              |              |  |